# Sarah Fairfield
Sarah Fairfield (pseudoniem van Anneloes Verveld) is een Nederlandse singer-songwriter.

## Levensloop
Fairfield studeerde in 2001 af aan het Conservatorium van Amsterdam. In 1999 ontving zij van de 'Stichting Jazztalent’ de prijs voor veelbelovende jazzmusici. In 2001 won zij de Ann Burton-award. Eind 2004 verscheen haar debuutalbum Green bij Munich Records. Van het album zijn twee singles verschenen en het nummer Fly away werd gebruikt in de film Afblijven van Maria Peters. Zij was soliste bij het Metropole Orkest en twee jaar lang de vaste zangeres in het kunstprogramma Opium van de AVRO. Eind 2009 verscheen het album "Dreams & Schemes & Parades". Het werd uitgeroepen tot Radio 1 CD. Sarah Fairfield maakte en zong het Nationale klimaatlied (op een tekst van Lizzy Koppe-Van Pelt) in opdracht van het Klimaatverbond. Ook is Sarah’s stem te horen in diverse (inter)nationale commercials. Een van deze commercials werd in 2013 een YouTube-hit, waarna het liedje ‘When I think of you’ op single werd uitgebracht in samenwerking met YouGuysMusic uit Berlijn. In 2014 werd het liedje 'Heart of mine' in de VS gebruikt in de door Jennifer Lopez geproduceerde hitserie The Fosters.